# Provincia di Gualberto Villarroel
La provincia di Gualberto Villarroel è una delle 20 province del dipartimento di La Paz nella Bolivia occidentale. Il capoluogo è la città di San Pedro de Curahuara.
Al censimento del 2001 possedeva una popolazione di 15.975 abitanti.

## Geografia antropica

### Suddivisioni amministrative
La provincia è suddivisa in 3 comuni:
- Chacarilla
- Papel Pampa
- San Pedro de Curahuara